# Sierra Leone aux Jeux olympiques d'été de 1968
 (décembre 2024).
Si vous disposez d'ouvrages ou d'articles de référence ou si vous connaissez des sites web de qualité traitant du thème abordé ici, merci de compléter l'article en donnant les références utiles à sa vérifiabilité et en les liant à la section « Notes et références ».
La Sierra Leone participe aux Jeux olympiques d'été de 1968 à Mexico. Il s'agit de sa première participation aux Jeux alors que le pays s'est constitué en dominion depuis 1961.

## Athlètes engagés

### Athlétisme
| Athlète         | Épreuve       | Série    | Série | Demi-finales | Demi-finales | Finale   | Finale |
| Athlète         | Épreuve       | Résultat | Rang  | Résultat     | Rang         | Résultat | Rang   |
| --------------- | ------------- | -------- | ----- | ------------ | ------------ | -------- | ------ |
| Alifu Massaquoi | 10 000 mètres | NC       | NC    | NC           | NC           | DNF      | DNF    |
| Alifu Massaquoi | Marathon      | NC       | NC    | NC           | NC           | 2:52:28  | 45e    |

| Athlètes      | Épreuve         | Qualification | Qualification | Finale      | Finale  |
| Athlètes      | Épreuve         | Performance   | Rang          | Performance | Rang    |
| ------------- | --------------- | ------------- | ------------- | ----------- | ------- |
| Marconi Turay | Saut en hauteur | 1.90          | 39e           | Éliminé     | Éliminé |

### Boxe
| Athlète    | Catégorie            | 16e de finale       | 8e de finale        | Quart de finale     | Demi-finale         | Finale              |         |
| Athlète    | Catégorie            | Adversaire Résultat | Adversaire Résultat | Adversaire Résultat | Adversaire Résultat | Adversaire Résultat |         |
| ---------- | -------------------- | ------------------- | ------------------- | ------------------- | ------------------- | ------------------- | ------- |
| John Coker | Poids Lourds (+81kg) | NC                  | Alexe Défaite 0-5   | Éliminé             | Éliminé             | Éliminé             | Éliminé |